# Torri costiere del Regno di Napoli

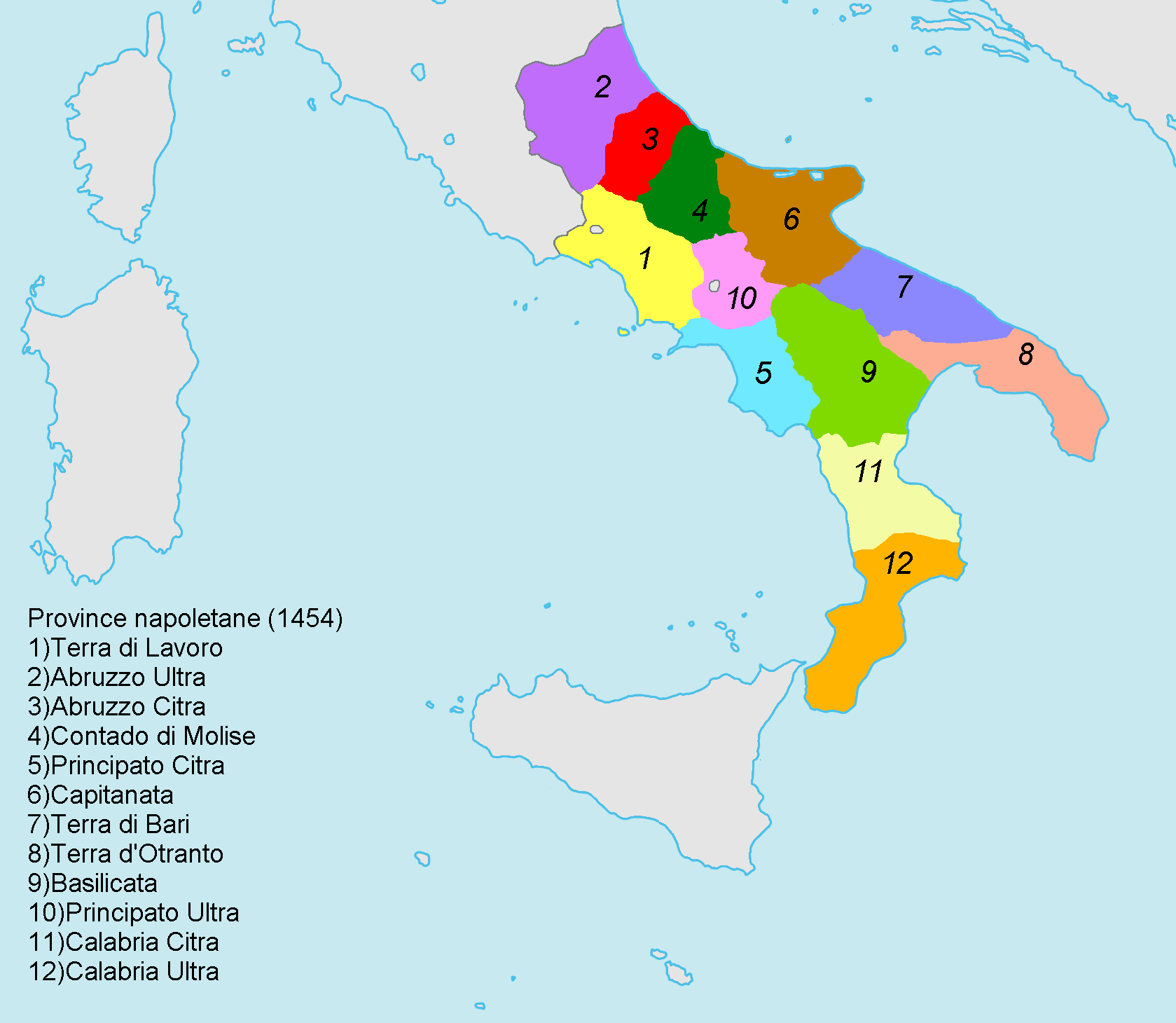
La suddivisione per province nel 1454

Le torri costiere del Regno di Napoli costituivano il sistema difensivo, di avvistamento e di comunicazione lungo la fascia costiera del regno di Napoli. Furono costruite per arginare le frequenti incursioni saracene e corsare.
Da ogni torre era possibile scrutare il mare e vedere di solito le due adiacenti, con la possibilità di inviare segnali luminosi e di fumo per trasmettere un messaggio o richiedere soccorso.
Le torri costellano gran parte delle coste dell'Italia meridionale e sono spesso interessanti dal punto di vista architettonico; si svilupparono più o meno contemporaneamente a quelle che venivano fatte costruire negli altri stati della penisola italiana, tuttavia, essendo il Regno di Napoli la parte più protesa nel Mediterraneo e la più esposta alle scorrerie, qui si trovano una enorme quantità e varietà di esempi.
Lungo la costa del Cilento se ne contano almeno cinquantasette.

## Vicende storiche

### Le origini
Sin dall'antichità furono costruite sui litorali marittimi torri costiere con funzioni di avvistamento contro la pirateria, ma dobbiamo arrivare al X-XI secolo perché esse abbiano una connotazione più specificamente antisaracena. In diverse località dell'Italia meridionale vennero edificate torri di vedetta a difesa dei porti e delle principali città. Furono gli Angioini a pensare a un sistema permanente e completo di difesa e di segnalazione con fumo e fuochi dall'alto di torri collocate in promontori e in vista una dell'altra. Tale sistema fu realizzato solo in minima parte, anche a causa dei continui cambiamenti politici e finì per passare sotto il controllo dei feudatari e delle famiglie che intendevano proteggere i propri territori, piuttosto che le popolazioni dei centri abitati. Nel 1480 nessun preavviso arrivò ai cittadini di Otranto che subirono una delle più feroci incursioni turche della storia.

### Le ordinanze di Pietro di Toledo (1532)
Lo stato di continua belligeranza in Europa e in particolare in Italia, con le contese tra Spagna e Francia, non consentirono la riuscita del progetto. Con l'avvento del governo spagnolo al Regno di Napoli (1501), l'idea di un sistema permanente e continuo era stato ripreso, ma solo con il viceré don Pietro di Toledo ci si preoccupò veramente della fortificazione del territorio oltre che della costruzione di fortezze nelle principali città. Gli equilibri politici europei si spostavano infatti portando la Francia a nuove e preoccupanti relazioni diplomatiche e alleanze con l'impero ottomano di Solimano I il Magnifico. Pietro di Toledo emanò già nel 1532-33 delle ordinanze rivolte alle singole Università, imponendo loro di proteggersi da eventuali attacchi saraceni con la costruzione a proprie spese di torri di avvistamento marittimo. La ripresa del conflitto franco-spagnolo rallentò la realizzazione del progetto che gravava interamente sulle spalle dei singoli comuni, impoveriti dalle guerre e impossibilitati a sostenere spese.

### Le ordinanze di Pedro Afan de Ribera (1563)
Nuovi ordini di costruzione generale delle torri marittime per conto e sotto la direzione dello Stato vennero nel 1563: in quest'anno il viceré don Pedro Afán de Ribera duca d'Alcalà emanò precise istruzioni ai governatori provinciali. Nelle disposizioni del 1563 era previsto che la costruzione delle torri era decisa dalla Regia Corte; che le fortificazioni esistenti ritenute di pubblica utilità venivano espropriate dietro indennizzo; che regi ingegneri avrebbero individuati le località adatte alla costruzione di una catena ininterrotta di torri per tutto il Regno; che le spese della costruzione sarebbero state imputate alle Università cointeressate in proporzione alla popolazione.
I governatori delle provincie si mossero immediatamente con gli ordini di progettazione e di costruzione di numerose nuove torri; in realtà poche vennero effettivamente realizzate subito, a causa del criterio di ripartizione delle spese: molte università, infatti, ritenevano che lo Stato dovesse farsi carico per buona parte dell'esborso; altre lamentavano che le proporzioni erano falsate da censimenti superati e talvolta mendaci. Nel 1567 quindi si decise di imporre una tassa di 22 grana per tutti i fuochi del Regno, escludendo le città distanti oltre 12 miglia dalla costa. In tal modo nel giro di pochi anni la fabbricazione delle torri progettate si poteva dire in buona parte avviata e in parte completata.
Per gli equipaggiamenti necessari, gli stipendi ai torrieri, per la manutenzione e il restauro di torri rovinate, la Regia Camera impose nel 1570 una nuova imposta di 22 grana.

### La fine del progetto
La progettazione e la costruzione di nuove torri, per quanto necessarie e richieste dalle popolazioni, ebbe però un arresto. Solo con una nuova imposizione si riuscì a realizzare altre torri negli anni ottanta.
Una relazione del 1590 elenca 339 torri nel Regno, ma queste, oltre a non costituire quel sistema continuo previsto per la mancata realizzazione di alcune, presentavano già i primi segni di cedimento: per la cattiva esecuzione da parte di fabbricatori sleali, per l'incauta collocazione alla foce di fiumi che ne minavano le fondamenta, per l'incuria dei torrieri e dei cavallari malpagati e persino per le incursioni saracene. D'altro canto la Regia Corte non aveva previsto di dover affrontare delle spese così ingenti di gestione.
La nuova imposizione del 1594 consentì la costruzione di altre torri rimaste in sospeso e solo col secolo seguente il progetto poté coinsiderarsi ultimato.
Un inventario del 1748 ci dà un numero complessivo di 379 torri, così suddivise:
- Abruzzo Utra e Citra 13
- Capitanata 25
- Terra di Bari 16
- Terra d'Otranto 80
- Basilicata 13
- Calabria Citra 36
- Calabria Ultra 60
- Principato Citra 93
- Terra di Lavoro 43

## Lista delle torri costiere
Le torri ed i fortini costieri sono elencati secondo un ordine geografico, nella sequenza in cui essi compaiono lungo la costa, seguendo il senso orario, dalla foce del Tronto alla foce del Garigliano.
Nelle tabelle sottostanti vengono indicati i seguenti dati:
- Censimenti: si riportano le date dei censimenti effettuati durante il Viceregno nei quali ciascuna torre è segnalata come esistente.
- Denominazione: si riporta la denominazione attuale ed eventualmente quella storica, quando differiscono.
- Epoca di costruzione: si riporta l'anno di costruzione, se conosciuto dai documenti a disposizione; dal confronto con censimenti e altra documentazione storica è solitamente possibile ascrivere ciascuna torre ad una delle quattro fasi di costruzione che gli studiosi individuano: I fase (prima del 1532); II fase (tra il 1532 e il 1563); III fase (tra il 1563 e il 1594); IV fase (dopo il 1594).
- Tipologia: furono costruite: torri a pianta quadrata del tipo del Viceregno, tipo A (dimensioni medio-piccole e 3 o 4 caditoie per lato); torri a pianta quadrangolari, denominate "a masseria", tipo B (dimensioni grandi); torri cilindriche; torri con pianta a stella a quattro punte.
- Condizioni e utilizzo: le torri possono sussistere tuttora, integre, restaurate o ridotte a rudere; di alcune si è persa ogni traccia; alcune sono utilizzate altre sono abbandonate.
- Comune e località: si indica la contrada, il comune di appartenenza e la sigla della provincia.

 Abruzzo Ultra 

| Censimenti | Denominazione                             | Immagine | Epoca di costruzione | Tipologia            | Condizioni e utilizzo              | Comune e località                             |
| ---------- | ----------------------------------------- | -------- | -------------------- | -------------------- | ---------------------------------- | --------------------------------------------- |
| 1598       | Torre del Tronto                          |          | III fase 1568        | quadrato             | distrutta pericolante già nel 1590 | Martinsicuro TE                               |
| 1598       | Torre di Carlo V Torre di Martinsicuro    |          | II fase 1547         | quadrangolare tipo B | conservata                         | Martinsicuro TE 42°53′23.78″N 13°53′55.76″E   |
| 1598 1777  | Torre della Vibrata                       |          | III fase 1568        | quadrato             | conservata                         | Alba Adriatica TE 42°50′11.41″N 13°55′27.06″E |
| 1598 1777  | Torre del Salinello                       |          | III fase 1568        | quadrato             | conservata                         | Giulianova TE 42°45′46.75″N 13°57′28.23″E     |
| 1598 1777  | Torre del Tordino                         |          | III fase 1568        | quadrato             | distrutta                          | Giulianova TE                                 |
| 1598 1777  | Torre del Vomano                          |          | III fase 1568        | quadrato             | distrutta                          | Roseto degli Abruzzi TE                       |
| 1598 1777  | Torre del Cerrano                         |          | III fase 1568        | quadrato             | conservata                         | Pineto TE 42°35′05.87″N 14°05′21.67″E         |
| 1598 1777  | Torre del Saline Torre di Salina Maggiore |          | III fase 1563        | quadrato             | distrutta                          | Città Sant'Angelo PE                          |

 Abruzzo Citra 

| Censimenti | Denominazione                                 | Immagine | Epoca di costruzione | Tipologia                      | Condizioni e utilizzo  | Comune e località                      |
| ---------- | --------------------------------------------- | -------- | -------------------- | ------------------------------ | ---------------------- | -------------------------------------- |
|            | Fortezza di Pescara                           |          | 1510                 |                                | smantellata            | Pescara PE 42°27′41.39″N 14°12′43.72″E |
| 1598       | Torre del Foro Torre di Fiumeforo             |          | III fase 1563        | quadrato                       | distrutta              | Francavilla al Mare CH                 |
| 1598 1777  | Torre Mucchia                                 |          | III fase 1563        | quadrato                       | conservata abbandonata | Ortona CH 42°22′36.43″N 14°22′40.28″E  |
|            | Castello Aragonese                            |          | 1492                 |                                |                        | Ortona CH 42°21′32.43″N 14°24′22.5″E   |
| 1598 1777  | Torre del Moro                                |          | III fase 1563        | quadrato                       | rudere                 | Ortona CH                              |
| 1598 1777  | Torre San Vito                                |          | I fase 1395          | quadrata con torrette angolari | distrutta              | San Vito Chietino CH                   |
| 1598 1777  | Torre Cavalluccio Torre di Rocca San Giovanni |          | III fase 1568        | quadrato                       | distrutta              | Rocca San Giovanni CH                  |
| 1598 1777  | Torre del Sangro                              |          | III fase 1563        | quadrato                       | distrutta              | Torino di Sangro CH                    |
| 1598 1777  | Torre Sinello Torre dell'Asinella             |          | III fase 1568        | quadrato                       | distrutta              | Casalbordino CH                        |
| 1598 1777  | Torre di Punta Penna Torre Penna              |          | III fase 1563        | quadrato                       | conservata             | Vasto CH 42°10′24.55″N 14°42′53.21″E   |
|            | Castello Caldoresco                           |          | XV sec.              |                                |                        | Vasto CH 42°06′42.73″N 14°42′29.12″E   |
| 1569       | Torre del Trigno                              |          | III fase 1568        | quadrata?                      | distrutta              | San Salvo CH                           |

Capitanata
| Censimenti     | Denominazione                                                       | Immagine | Epoca di costruzione                    | Tipologia | Condizioni e utilizzo                               | Comune e località                                        |
| -------------- | ------------------------------------------------------------------- | -------- | --------------------------------------- | --------- | --------------------------------------------------- | -------------------------------------------------------- |
| 1594 1777      | Torre di Petacciato Torre Petacciata                                |          | III fase 1568                           | quadrato  | rudere abbandonata                                  | Petacciato CB 42°01′28.45″N 14°53′12.97″E                |
| 1594           | Torre del Sinarca                                                   |          | III fase 1568                           | quadrato  | restaurata utilizzata (1976)                        | Colle della Torre, Termoli CB 42°00′31.16″N 14°57′35.2″E |
|                | Castello svevo                                                      |          | XIII sec.                               |           |                                                     | Termoli CB 42°00′15.18″N 14°59′46.93″E                   |
|                | Torre del Meridiano                                                 |          |                                         | cerchio   | abbandonata                                         | Termoli CB 41°59′52.04″N 14°59′49.72″E                   |
| 1594           | Torre di Campomarino                                                |          | III fase 1568                           | quadrato  | distrutta                                           | Masseria Candela, Campomarino CB                         |
| 1594 1777      | Torre Fantine, già Torre Saccione                                   |          | III fase                                | quadrato  | restaurata abbandonata                              | Longara, Chieuti FG 41°55′19.96″N 15°09′30.34″E          |
| 1594           | Torre Mozza, già Torre Civita a mare                                |          | I-IV fase 1594                          | quadrato  | rudere                                              | Le Marinelle, Chieuti FG                                 |
| 1594 1777      | Torre Fortore                                                       |          | I fase 1520 circa                       | quadrato  | restaurata utilizzata (1976)                        | Lesina FG                                                |
| 1594 1777 1977 | Torre Scampamorte                                                   |          | III fase 1568                           | quadrato  | stato di rudere abbandonata                         | Foce Sant'Andrea Lesina FG 41°54′10.8″N 15°28′35.84″E    |
| 1594 1777      | Torre Mileto                                                        |          | I-III fase 1568                         | quadrato  | restaurata utilizzata                               | San Nicandro Garganico FG                                |
| 1594 1777      | Torre Calarossa                                                     |          | II fase                                 | quadrato  | distrutta rudere                                    | San Nicandro Garganico FG                                |
|                | Torre Varano piccola                                                |          | I fase XIV secolo                       | cerchio   | conservata abbandonata                              | Ischitella FG                                            |
|                | Torre Varano grande                                                 |          | I fase XIV-XV secolo                    | cerchio   | conservata abbandonata                              | Ischitella FG                                            |
|                | Torre dei Preposti o Torre di San Menaio                            |          | III - IV fase                           | quadrato  | da restaurare utilizzata                            | San Menaio, Vico del Gargano FG                          |
| 1594 1777      | Torre Monte Pucci                                                   |          | III fase 1568                           | quadrato  | conservata abbandonata                              | Peschici FG                                              |
| 1777           | Torre di Calalunga                                                  |          | III-IV fase 1568 rifatta nel 1600 circa | quadrato  | restaurata utilizzata                               | Peschici FG                                              |
| 1594 1777      | Torre Usmai o Torre Gusmay                                          |          | II fase                                 | quadrato  | conservata abbandonata                              | Punta di Cala Bescile, Peschici FG                       |
| 1594 1777      | Torre di Sfinale                                                    |          | II-III fase                             | quadrato  | conservata abbandonata                              | Punta di Sfinale Peschici FG                             |
| 1594 1777      | Torre di Porticello                                                 |          | III fase 1568                           | quadrato  | restaurata utilizzata (1976)                        | Santa Lucia, Vieste FG                                   |
| 1594 1777      | Torre di Molinella                                                  |          | III fase 1568                           |           | distrutta                                           | Vieste FG                                                |
| 1594 1777      | Torre di Portonuovo                                                 |          | III fase 1568                           | quadrato  | conservata abbandonata                              | Lago di Chiaro, Vieste FG                                |
| 1594 1777      | Torre Gattarella                                                    |          | III fase 1568                           | quadrato  | parz. distrutta                                     | Lama le Canne, Vieste FG                                 |
| 1594 1777      | Torre San Felice                                                    |          | II fase                                 | quadrato  | restaurata utilizzata                               | Cala San Felice, Vieste FG                               |
| 1594 1777      | Torre Testa                                                         |          | III fase 1568                           | quadrato  | distrutta                                           | Testa del Gargano, Vieste FG                             |
| 1594 1777      | Torre di Portogreco, già Torre dell'Aglio                           |          | III fase 1568                           | quadrato  | conservata utilizzata                               | Cala di Porto Greco, Vieste FG                           |
| 1594           | Torre di Pugnochiuso, già della Pergola                             |          | III fase 1568                           | quadrato  | restaurata utilizzata come base del faro            | Pugnochiuso, Vieste FG                                   |
| 1594 1777      | Torre di Monte Barone o Torre del Segnale, già Torre di Vignanotica |          | II fase                                 | quadrato  | distrutta                                           | Pendici di Monte Barone, Mattinata FG                    |
| 1594 1777      | Torre Saracena già Torre di Matinata                                |          | II fase                                 | quadrato  | crollata poi restaurata utilizzata                  | Mattinata FG                                             |
| 1594 1777      | Torre di Monte Saracino                                             |          | III fase 1568                           | quadrato  | distrutta                                           | Punta Rossa, Mattinata FG                                |
| 1594 1777      | Torre di Rivoli o Torre di Rigoli                                   |          | III fase 1568                           | quadrato  | restaurata utilizzata                               | Piano di Rivoli, Zapponeta FG                            |
| 1777           | Torre Pietra                                                        |          | II fase 1540                            | quadrato  | conservata abbandonata                              | San Michele, Margherita di Savoia BT                     |
| 1777           | Torre delle Saline                                                  |          | III fase 1568                           | quadrato  | restaurata e trasformata utilizzata come abitazione | Margherita di Savoia BT                                  |

 Terra di Bari 
| Censimenti | Denominazione                     | Immagine | Epoca di costruzione | Tipologia | Condizioni e utilizzo             | Comune e località                               |
| ---------- | --------------------------------- | -------- | -------------------- | --------- | --------------------------------- | ----------------------------------------------- |
| 1569 1598  | Torre dell'Ofanto                 |          | II fase              | quadrato  | conservata                        | Barletta BT                                     |
| 1569 1598  | Torre Lama Paterno Torre Olivieri |          | II fase              | quadrato  | conservata                        | La Matinella Trani BT                           |
| 1569 1598  | Torre Calderina                   |          | II fase              | quadrato  | conservata                        | Molfetta BA                                     |
| 1569 1598  | Torre di Santo Spirito            |          | II fase              | quadrato  | restaurata utilizzata             | Santo Spirito Bari BA                           |
|            | Torre San Bartolomeo              |          |                      | quadrato  | distrutta                         | Palese Macchie Bari BA                          |
| 1569 1598  | Torre Coletta                     |          | II fase              | quadrato  | restaurata utilizzata             | Torre Quetta Bari BA                            |
| 1569 1598  | Torre della Carnosa               |          | II fase              | quadrato  | distrutta                         | San Giorgio Bari BA                             |
| 1598       | Torre Pelosa                      |          | III fase             | quadrato  | restaurata utilizzata             | Torre a Mare Bari BA                            |
| 1598       | Torre Ripagnola                   |          | III fase             | quadrato  | distrutta                         | Cala Ripagnola Polignano a Mare BA              |
| 1569 1598  | Torre di San Vito                 |          | II fase              | quadrato  | conservata abbandonata            | San Vito (Polignano a Mare) Polignano a Mare BA |
| 1598       | Torre d'Incina                    |          | III fase             | quadrato  | restaurata utilizzata             | Cala Incina Polignano a Mare BA                 |
| 1598       | Torre d'Orta                      |          | III fase             | quadrato  | restaurata e utilizzata           | Monopoli BA                                     |
|            | Castello di Santo Stefano         |          | IV fase              | quadrato  | restaurato utilizzato             | Monopoli BA                                     |
| 1598       | Torre Cintola                     |          | III fase             | quadrato  | parzialmente crollata abbandonata | La Mantia Torre Cintola Monopoli BA             |
| 1569 1598  | Torre San Giorgio                 |          | II fase              | quadrato  | crollata rudere                   | Monopoli BA                                     |
| 1598       | Torre di Egnazia                  |          | III fase             | quadrato  | distrutta                         | Fasano BR                                       |
| 1598       | Torre Canne                       |          | III fase             | quadrato  | distrutta                         | Fasano BR                                       |

 Terra d'Otranto 
| Censimenti | Denominazione                                                             | Immagine | Epoca di costruzione               | Tipologia        | Condizioni e utilizzo                                                                 | Comune e località                                                                 |
| ---------- | ------------------------------------------------------------------------- | -------- | ---------------------------------- | ---------------- | ------------------------------------------------------------------------------------- | --------------------------------------------------------------------------------- |
| 1586       | Torre San Leonardo                                                        |          | III fase 1567                      | quadrato         | restaurata, modificata inutilizzata                                                   | Pilone Ostuni (BR) 40°48′26″N 17°32′15″E                                          |
|            | Torre Villanova o Castello di Villanova                                   |          | I fase XIII secolo                 | quadrato         | restaurata inglobata in una fortificazione                                            | Villanova Ostuni (BR) 40°47′28″N 17°35′09″E                                       |
| 1586       | Torre Pozzelle                                                            |          | III fase 1567                      | quadrato         | parzialmente crollata inutilizzata                                                    | Pozzelle Ostuni (BR) 40°46′17″N 17°39′43″E                                        |
| 1586       | Torre Santa Sabina                                                        |          | I fase XIV o XV secolo             | ottagono_concavo | restaurata utilizzata da privati                                                      | Torre Santa Sabina Carovigno (BR) 40°45′31″N 17°42′13″E                           |
| 1586       | Torre Costiera di Torre Guaceto                                           |          | III fase 1567                      | quadrato         | restaurata utilizzata dal WWF                                                         | Torre Guaceto Carovigno (BR) 40°42′54″N 17°47′58″E                                |
| 1586       | Torre Testa Torre Testa del Gallico o Capogallo                           |          | III fase 1567-1569                 | quadrato         | parzialmente crollata inutilizzata                                                    | Giancola Brindisi (BR) 40°41′18″N 17°52′10″E                                      |
| 1586       | Torre Penna                                                               |          | II fase                            | quadrato         | conservata in parte abbandonata                                                       | Punta Penna Brindisi (BR) 40°41′03″N 17°56′10″E                                   |
| 1586       | Torre Cavallo                                                             |          | I fase 1269 rifatta nel XIV secolo | cerchio          | distrutta                                                                             | Capo Cavallo Brindisi (BR) 40°38′29.5″N 18°01′20.5″E                              |
| 1586       | Torre Mattarelle                                                          |          | III fase 1567-69                   | quadrato         | quasi del tutto crollata abbandonata                                                  | Punta Mattarelle Brindisi (BR) 40°34′54.5″N 18°02′32″E                            |
| 1586       | Torre San Gennaro Torre del Pulpo Incano                                  |          |                                    | quadrato         | rudere sommerso nel mare                                                              | Torre San Gennaro Torchiarolo (BR) 40°32′17″N 18°04′38″E                          |
| 1586       | Torre Specchiolla o Specchiulla                                           |          | II fase                            | quadrato         | restaurata                                                                            | Casalabate Squinzano (LE) 40°30′22″N 18°06′55″E                                   |
| 1586       | Torre Rinalda                                                             |          | III fase 1567                      | quadrato         | parzialmente crollata                                                                 | Lecce (LE) 40°28′55″N 18°09′30″E                                                  |
| 1586       | Torre Chianca                                                             |          | III fase 1567                      | cerchio          | parzialmente crollata                                                                 | Lecce (LE) 40°27′34″N 18°12′51″E                                                  |
| 1586       | Torre Veneri o Venneri                                                    |          | III fase 1567                      | quadrato         | conservata, molto danneggiata                                                         | Lecce (LE) 40°25′07″N 18°16′09″E                                                  |
|            | Torre San Cataldo                                                         |          | III fase 1567                      |                  | ?                                                                                     | San Cataldo Lecce (LE)                                                            |
| 1586       | Torre Specchia Ruggeri                                                    |          | II fase                            | quadrato         | conservata                                                                            | Vernole (LE) 40°19′39″N 18°22′30″E                                                |
| 1586       | Torre San Foca                                                            |          | III fase 1568                      | quadrato         | conservata                                                                            | San Foca Melendugno (LE) 40°18′07″N 18°24′18″E                                    |
| 1586       | Torre Roca Vecchia o Torre di Maradico                                    |          | III fase 1568                      | quadrato         | parzialmente crollata                                                                 | Roca Melendugno (LE) 40°17′17″N 18°25′39″E                                        |
| 1586       | Torre dell'Orso                                                           |          | III fase 1568                      | quadrato         | parzialmente crollata                                                                 | Torre dell'Orso Melendugno (LE) 40°16′28.222″N 18°25′48.497″E                     |
| 1586       | Torre Sant'Andrea                                                         |          | III fase 1567                      |                  | distrutta/molto rimaneggiata? adibita a uffici della capitaneria di porto e/o faro?   | Torre Sant'Andrea Melendugno (LE) 40°15′18″N 18°26′41″E                           |
|            | Torre Fiumicelli                                                          |          | III fase 1567                      |                  | In rovina, parzialmente crollata                                                      | Otranto (LE) 40°13′44″N 18°27′44″E                                                |
| 1586       | Torre Santo Stefano Torre Chianca                                         |          | III fase 1567                      | quadrato         | crollata                                                                              | Otranto (LE) 40°10′59″N 18°28′23″E                                                |
|            | Torre del Serpe                                                           |          | I fase XIV secolo?                 | cerchio          | parzialmente crollata                                                                 | Otranto (LE) 40°08′30″N 18°30′19″E                                                |
| 1586       | Torre dell'Orte o dell'Orto                                               |          | III fase 1568                      |                  | parzialmente conservata                                                               | Otranto (LE) 40°08′15″N 18°30′33″E                                                |
| 1586       | Torre Palascìa Torre Pelagia                                              |          |                                    |                  | distrutta sul posto edificato un faro                                                 | Otranto (LE)                                                                      |
| 1586       | Torre Sant'Emiliano                                                       |          |                                    | cerchio          | conservata, ma danneggiata                                                            | Otranto (LE) 40°05′26.51″N 18°29′46.81″E                                          |
| 1586       | Torre Badisco                                                             |          |                                    |                  | distrutta                                                                             | Otranto (LE)                                                                      |
| 1586       | Torre Minervino o Torre Porto Russo                                       |          | II fase                            | cerchio          | restaurata                                                                            | Santa Cesarea Terme (LE) 40°03′57″N 18°28′47″E                                    |
| 1586       | Torre Specchia la Guardia                                                 |          | II fase                            | cerchio          | conservata, ma danneggiata                                                            | Santa Cesarea Terme (LE) 40°02′41″N 18°28′14″E                                    |
| 1586       | Torre Santa Cesarea o Torre Cesarea                                       |          | II fase?                           | cerchio          | parzialmente danneggiata                                                              | Santa Cesarea Terme (LE) 40°02′14″N 18°27′26″E                                    |
| 1586       | Torre Miggiano                                                            |          | II fase                            | cerchio          |                                                                                       | Santa Cesarea Terme (LE) 40°01′49″N 18°27′00″E                                    |
| 1586       | Torre Diso Torre della Cala del Cubo                                      |          | III fase 1578 circa                |                  | rudere                                                                                | Castro Marina Castro (LE) 39°59′49.76″N 18°25′03.67″E                             |
|            | Torre Capo Lupo o Torre di Marittima                                      |          | I fase XV sec.                     | cerchio          | parzialmente crollata                                                                 | Marittima Diso (LE) 39°59′08″N 18°24′29″E                                         |
| 1586       | Torre Andrano o Porto di Ripa                                             |          |                                    | cerchio          | crollata, resta il basamento                                                          | Andrano (LE) 39°57′51.1″N 18°24′17.14″E                                           |
| 1586       | Torre del Sasso                                                           |          |                                    | quadrato         | parzialmente crollata                                                                 | Tricase (LE) 39°57′11.97″N 18°23′53.31″E                                          |
|            | Torre del Porto di Tricase o Torre di Tricase Porto                       |          | IV fase 1610                       |                  | scomparsa                                                                             | Tricase Porto Tricase (LE)                                                        |
| 1586       | Torre Palane o Plane                                                      |          |                                    | quadrato         | restaurata                                                                            | Marina Serra Tricase (LE) 39°54′46″N 18°23′39″E                                   |
| 1586       | Torre Nasparo o Naspre o Torre de Lissano                                 |          | III fase 1565?                     | cerchio          | crollata                                                                              | Tiggiano (LE) 39°54′04″N 18°23′28″E                                               |
| 1586       | Torre Specchia Grande                                                     |          | III fase 1580 circa                | cerchio          | restaurata utilizzata da privati                                                      | Corsano (LE 39°52′46.41″N 18°23′41.44″E)                                          |
|            | Torre del Ricco o del Rio                                                 |          | III fase 1580 circa                |                  | crollata                                                                              | Corsano (LE 39°52′02.82″N 18°23′37.96″E)                                          |
| 1586       | Torre di Porto Novaglie                                                   |          | III e IV fase (ricostruzione) 1610 |                  | rudere                                                                                | Gagliano del Capo (LE) 39°51′33.87″N 18°23′30.25″E                                |
| 1586       | Torre Montelungo                                                          |          |                                    |                  | scomparsa                                                                             | Gagliano del Capo (LE) 39°48′58.23″N 18°23′16.89″E                                |
| 1586       | Torre Santa Maria di Leuca                                                |          |                                    |                  | distrutta sul posto edificato un faro                                                 | Santa Maria di Leuca Castrignano del Capo (LE) 39°47′44″N 18°22′06″E              |
| 1586       | Torre dell'Omomorto o degli Uomini Morti                                  |          | II fase 1555                       | cerchio          |                                                                                       | Castrignano del Capo (LE) 39°47′37″N 18°21′04″E                                   |
| 1586       | Torre Marchiello già Torre Imbriachello                                   |          |                                    | cerchio          | rudere                                                                                | Castrignano del Capo (LE) 39°47′56″N 18°19′55″E                                   |
| 1586       | Torre San Gregorio                                                        |          |                                    | quadrato         | ricostruita come villa dopo un grave attacco saraceno                                 | Marina di San Gregorio Patù (LE) 39°48′44.93″N 18°18′38.01″E                      |
| 1586       | Torre Vado già Torre Mefanto                                              |          |                                    | cerchio          | restaurata utilizzata da privati                                                      | Marina di Torre Vado Morciano di Leuca (LE) 39°49′49″N 18°16′36″E                 |
| 1586       | Torre Pali                                                                |          |                                    | cerchio          | crollata                                                                              | Torre Pali Salve (LE) 39°50′15″N 18°12′33″E                                       |
| 1586       | Torre Mozza o Torre Fiumicelli                                            |          | III fase 1583-1584                 | cerchio          | danneggiata                                                                           | Torre Mozza Ugento (LE) 39°51′29″N 18°09′53″E                                     |
| 1586       | Torre San Giovanni                                                        |          | III fase 1580                      | ottagono         | parzialmente conservata trasformata in faro                                           | Torre San Giovanni Ugento (LE) 39°53′11″N 18°06′49″E                              |
| 1586       | Torre Sinfono o Zunfano                                                   |          |                                    | cerchio          | danneggiata                                                                           | Alliste (LE 39°55′05.92″N 18°04′14.76″E)                                          |
| 1586       | Torre Suda                                                                |          |                                    | cerchio          | restaurata utilizzata                                                                 | Torre Suda Racale (LE) 39°56′59″N 18°01′55″E                                      |
| 1586       | Torre del Pizzo                                                           |          |                                    | cerchio          | restaurata                                                                            | Gallipoli (LE) 39°59′48″N 17°59′57″E                                              |
| 1586       | Torre San Giovanni la Pedata                                              |          | III fase 1582                      | quadrato         | integra                                                                               | Gallipoli (LE) 40°02′51″N 18°00′11″E                                              |
| 1586       | Torre Sabea                                                               |          | III fase 1568                      | quadrato         | integra restaurata                                                                    | Gallipoli (LE) 40°04′47″N 18°00′31″E                                              |
| 1586       | Torre dell'Alto Lido                                                      |          | III fase 1565                      | cerchio          | conservata                                                                            | Gallipoli (LE) 40°06′57″N 18°00′23″E                                              |
| 1586       | Torre del Fiume di Galatena o Torre Fiume (o Torre delle quattro colonne) |          | III e IV fase 1595-1598            | quadrato         | crollata la struttura centrale, si conservano i 4 torrioni utilizzata come ristorante | Santa Maria al Bagno Nardò (LE) 40°07′30″N 17°59′49″E                             |
| 1586       | Torre Santa Caterina o Torre Scorzone                                     |          | III fase 1582                      | quadrato         | restaurata utilizzata da privati                                                      | Santa Caterina Nardò (LE) 40°08′27″N 17°59′19″E                                   |
| 1586       | Torre Santa Maria dell'Alto                                               |          | III fase 1569                      | quadrato         | conservata                                                                            | Nardò (LE) 40°08′34″N 17°58′36″E                                                  |
| 1586       | Torre Uluzzo o Torre Crustano                                             |          | III fase 1568                      | quadrato         | parzialmente crollata                                                                 | Nardò (LE) 40°09′31″N 17°57′24″E                                                  |
| 1586       | Torre Inserraglio o Torre Critò                                           |          | III fase 1568                      | quadrato         |                                                                                       | Torre Inserraglio Nardò (LE) 40°11′07″N 17°55′33″E                                |
| 1586       | Torre Sant'Isidoro                                                        |          | III fase 1565                      | quadrato         | integra                                                                               | Sant'Isidoro Nardò (LE) 40°13′02″N 17°55′20″E                                     |
| 1586       | Torre Squillace o Torre Scianuri                                          |          |                                    | quadrato         | integra                                                                               | Nardò (LE) 40°14′06″N 17°54′36″E                                                  |
| 1586       | Torre Cesarea o Torre di Porto Cesareo                                    |          | III fase 1568-1569                 | quadrato         | restaurata utilizzata dalla GdF                                                       | Porto Cesareo (LE) 40°15′25″N 17°53′31″E                                          |
|            | Torre Chianca o Santo Stefano                                             |          |                                    | quadrato         | restaurata                                                                            | Porto Cesareo (LE) 40°16′18″N 17°52′14″E                                          |
| 1586       | Torre Lapillo o San Tommaso                                               |          | II fase 1550                       | quadrato         | integra                                                                               | Torre Lapillo Porto Cesareo (LE) 40°16′51″N 17°50′25″E                            |
| 1586       | Torre Castiglione                                                         |          | III fase 1568                      | quadrato         | rudere                                                                                | Porto Cesareo (LE) 40°17′13″N 17°49′10″E                                          |
| 1586       | Torre Colimena o Columena                                                 |          | III fase 1568-1570                 | quadrato         | integra                                                                               | Torre Colimena Manduria (TA) 40°17′44″N 17°44′36″E                                |
| no doc.    | Torre delle Saline                                                        |          |                                    |                  | rudere                                                                                | Manduria (TA) 40°18′11.71″N 17°43′58.5″E                                          |
| 1586       | Torre San Pietro in Bevagna                                               |          |                                    | ottagono_concavo | conservata trasformata parzialmente in chiesa                                         | San Pietro in Bevagna Manduria (TA) 40°18′23″N 17°40′20″E                         |
| 1586       | Torre Borraco                                                             |          | III fase 1568                      | quadrato         | conservata                                                                            | San Pietro in Bevagna Manduria (TA) 40°18′17″N 17°38′07″E                         |
| 1586       | Torre Moline                                                              |          |                                    | quadrato         | restaurata                                                                            | Campomarino di Maruggio Maruggio (TA) 40°17′54″N 17°33′48″E                       |
| 1586       | Torre dell'Ovo                                                            |          | III fase 1568                      | quadrato         | conservata con manomissioni trasformata in una masseria e utilizzata da privati       | Torre Ovo-Librari-Trullo di Mare Maruggio (TA) 40°17′59″N 17°30′16″E              |
|            | Torre Canneto                                                             |          |                                    |                  |                                                                                       | Marina di Lizzano Lizzano (TA)                                                    |
| 1586       | Torre Zozzoli o Salsoli Torre Sgarrata                                    |          | III fase 1568                      | quadrato         | parzialmente crollata                                                                 | isola amministrativa di Taranto, tra Pulsano e Lizzano (TA) 40°19′49″N 17°24′09″E |
|            | Torre Castelluccia                                                        |          | III fase 1568                      | quadrato         | integra                                                                               | Pulsano (TA) 40°20′39″N 17°22′59″E                                                |
| 1586       | Torre Saturo                                                              |          | III fase 1568-1570                 | quadrato         | conservata                                                                            | Capo Saturo Leporano (TA) 40°22′16″N 17°18′19″E                                   |
| 1586       | Torre Lama                                                                |          | III fase 1582                      |                  | scomparsa, sito non identificato                                                      | Taranto (TA)                                                                      |
| 1586       | Torre Capo San Vito                                                       |          | III fase 1568                      | quadrato         | integra                                                                               | Capo San Vito Taranto (TA) 40°24′45″N 17°12′11″E                                  |
| 1586       | Torre Rondinella                                                          |          | III fase 1568                      |                  | scomparsa, sito non identificato                                                      | Punta Rondinella Taranto (TA)                                                     |
| 1586       | Torre Tara                                                                |          | III fase 1568                      |                  | scomparsa, sito non identificato                                                      | Taranto (TA)                                                                      |
| 1586       | Torre Saline o Torre Lo Lato                                              |          | III fase 1568                      | quadrato         | integra                                                                               | Castellaneta (TA) 40°29′34.45″N 16°59′10.59″E                                     |
|            | Torre Mattoni                                                             |          |                                    | quadrato         | parzialmente crollata                                                                 | Ginosa (TA) 40°24′12″N 16°51′59″E                                                 |

 Basilicata (litorale ionico) 
| Censimenti | Denominazione        | Immagine | Epoca di costruzione | Tipologia | Condizioni e utilizzo | Comune e località    |
| ---------- | -------------------- | -------- | -------------------- | --------- | --------------------- | -------------------- |
|            | Torre Bollita        |          |                      |           |                       | Nova Siri (MT)       |
|            | Torre del Sinni      |          |                      |           |                       | Rotondella (MT)      |
|            | Torre di San Basile  |          |                      |           |                       | Policoro (MT)        |
|            | Torre de Agri        |          |                      |           |                       | Policoro (MT)        |
|            | Torre della Scanzana |          |                      |           |                       | Scanzano Jonico (MT) |
|            | Torre Salandrella    |          |                      |           |                       | Pisticci (MT)        |
|            | Torre Basiento       |          |                      |           |                       | Pisticci (MT)        |

 Calabria Citra (litorale ionico) 
| Censimenti | Denominazione                         | Immagine | Epoca di costruzione | Tipologia | Condizioni e utilizzo                                            | Comune e località                                      |
| ---------- | ------------------------------------- | -------- | -------------------- | --------- | ---------------------------------------------------------------- | ------------------------------------------------------ |
|            | Torre Spaccata (Saracena)             |          | 1517                 | cerchio   | diruta per metà                                                  | Amendolara (CS)                                        |
|            | Torre di Albidona o Torre dei Monaci  |          |                      | cerchio   | proprietà privata                                                | Albidona (CS)                                          |
|            | Torre Saracena                        |          |                      |           |                                                                  | Villapiana (CS)                                        |
|            | Torre di Tossano                      |          |                      |           |                                                                  |                                                        |
|            | Torre di Forastieri                   |          |                      |           |                                                                  |                                                        |
|            | Torre Capo Trionto                    |          |                      |           |                                                                  | CS                                                     |
|            | Torre de San Secla                    |          |                      |           |                                                                  | CS                                                     |
|            | Torre De Acqua Rieta                  |          |                      |           |                                                                  | CS                                                     |
|            | Torre Fiumenicà o Policaretto         |          |                      | quadrato  | scomparsa all'inizio del 1900                                    | Torretta di Crucoli (KR)                               |
|            | Torre Nuova o TorreNova               |          |                      | quadrato  | parzialmente crollata                                            | TorreNova Cirò Marina (KR) 39°21′17.29″N 17°07′44.98″E |
|            | Torre Vecchia (o del Capo della Lice) |          |                      | quadrato  | parzialmente crollata                                            | Punta Alice Cirò Marina (KR)                           |
|            | Torre Aragonese di Torre Melissa      |          | 1467 - 1469          | cerchio   | centro culturale                                                 | Melissa (KR)                                           |
|            | Torre Limena (o Borgatorio)           |          | 1572                 | quadrato  | integra                                                          | Strongoli (KR)                                         |
|            | Torre Magazena                        |          |                      |           |                                                                  | Strongoli (KR)                                         |
|            | Torre Martello                        |          |                      |           | scomparsa, sito non identificato                                 | Capocolonna Crotone (KR)                               |
|            | Torre Nao                             |          | 1550                 | quadrato  | ospita un museo                                                  | Capocolonna Crotone (KR)                               |
|            | Torre Mariella o Torre Mariedda       |          | 1150                 |           | identificata con il rudere detto "Torrazzo" sito in Capo Colonna | Capocolonna Crotone (KR)                               |
|            | Torre di Scifo o Torre Lucifero       |          |                      | quadrato  | abitazione privata                                               | Capo Pellegrino Crotone (KR)                           |
|            | Torre Tonda                           |          |                      | cerchio   | rudere                                                           | Papanice Crotone (KR)                                  |
|            | Torre Telegrafo                       |          |                      | quadrato  | rudere                                                           | Isola Capo Rizzuto (KR)                                |
|            | Torre Ritani                          |          |                      | quadrato  | rudere                                                           | Ritani Isola Capo Rizzuto (KR)                         |
|            | Torre Nuova                           |          |                      | quadrato  | restaurata                                                       | Capo Rizzuto Isola Capo Rizzuto (KR)                   |
|            | Torre Manna                           |          | 1400                 | cerchio   | rudere                                                           | Isola Capo Rizzuto (KR)                                |
|            | Torre Cannone                         |          | 1600                 | quadrato  | abitazione privata                                               | Capo Cimiti Isola Capo Rizzuto (KR)                    |
|            | Torre Bugiafro                        |          | 1550                 | cerchio   | integra                                                          | Isola Capo Rizzuto (KR)                                |
|            | Torre Brasolo o Grisciolo             |          | 1553                 | quadrato  | rudere                                                           | Capo Rizzuto Isola Capo Rizzuto (KR)                   |
|            | Torre Vecchia                         |          | 1550                 | cerchio   | parzialmente crollata                                            | Capo Rizzuto Isola Capo Rizzuto (KR)                   |
|            | Torre Quadrata                        |          |                      | quadrato  |                                                                  | Mascino Cutro (KR)                                     |

 Calabria Ultra 
| Censimenti | Denominazione                       | Immagine | Epoca di costruzione | Tipologia | Condizioni e utilizzo                                                                | Comune e località             |
| ---------- | ----------------------------------- | -------- | -------------------- | --------- | ------------------------------------------------------------------------------------ | ----------------------------- |
|            | Torre Catanzaro                     |          |                      | cerchio   | demolita                                                                             | Catanzaro Marina              |
|            | Torre Daziaria                      |          |                      | quadrato  | abitazione privata                                                                   | Catanzaro Marina              |
|            | Torre Cavallara                     |          | XVII secolo          | quadrato  |                                                                                      | Catanzaro Marina              |
|            | Torre S.Antonio                     |          | Saracena             | cerchio   |                                                                                      | Santa Caterina dello Ionio CZ |
|            | Torre di Roccella Jonica            |          |                      |           |                                                                                      | Roccella Jonica RC            |
|            | Torre San Fili                      |          |                      |           |                                                                                      | Stignano RC                   |
|            | Torre Saracena                      |          |                      |           |                                                                                      | Marina di Gioiosa Ionica RC   |
|            | Torre Galea                         |          | XVII secolo          |           |                                                                                      | Marina di Gioiosa Ionica RC   |
|            | Torre del Cavallaro                 |          | XVI secolo           |           |                                                                                      | Marina di Gioiosa Ionica RC   |
|            | Torre di Capo San Giovanni d'Avalos |          |                      |           |                                                                                      | Bova Marina RC                |
|            | Torre Ruggiero                      |          |                      |           |                                                                                      | Bagnara Calabra RC            |
|            | Torre Castiglia                     |          |                      |           |                                                                                      | Reggio Calabria RC            |
|            | Torre San Gregorio                  |          |                      |           |                                                                                      | Reggio Calabria RC            |
|            | Torre Lupo                          |          |                      |           |                                                                                      | Reggio Calabria RC            |
|            | Torre di Pentimele                  |          |                      |           |                                                                                      | Reggio Calabria RC            |
|            | Torre di Catona                     |          |                      |           |                                                                                      | Reggio Calabria RC            |
|            | Torre Cavallo                       |          |                      |           |                                                                                      | Cannitello RC                 |
|            | Castello Ruffo                      |          |                      |           |                                                                                      | Scilla RC                     |
|            | Torre di San Francesco              |          | 1565                 | cerchio   |                                                                                      | Palmi RC                      |
|            | Torre di Pietrenere                 |          | 1565                 | cerchio   |                                                                                      | Palmi RC                      |
|            | Torre di Mezza Praia                |          | XVI secolo           | cerchio   |                                                                                      | Curinga CZ                    |
|            | Forte di Mezza Praia                |          | XVII secolo          | quadrato  | Rudere                                                                               | Curinga CZ                    |
|            | Torre di Lacconia                   |          |                      | quadrato  |                                                                                      | Curinga CZ                    |
|            | Torre Amato                         |          |                      |           |                                                                                      | Lamezia Terme CZ              |
|            | Bastione di Malta                   |          |                      |           |                                                                                      | Lamezia Terme CZ              |
|            | Torre di Santa Caterina             |          | XVI secolo           | cerchio   | Torre di Santa Caterina a base tronco-conica in discrete condizioni, in area privata | Gizzeria CZ                   |
|            | Torre di Capo Suvero                |          |                      |           |                                                                                      | Gizzeria CZ                   |
|            | Torre Lupo                          |          |                      |           |                                                                                      | Falerna CZ                    |
|            | Torre Casale                        |          |                      |           |                                                                                      | Nocera Terinese CZ            |
|            | Torre Marrana                       |          |                      |           |                                                                                      | Ricadi VV                     |
|            | Torre Ruffa                         |          | quadrato             |           |                                                                                      | Ricadi VV                     |
|            | Torre Balì                          |          |                      |           |                                                                                      | Ricadi VV                     |
|            | Torre Marino                        |          |                      |           |                                                                                      | Ricadi VV                     |
|            | Torre Santa Maria                   |          |                      |           |                                                                                      | Ricadi VV                     |
|            | Torre Tono                          |          | quadrato             |           |                                                                                      | Ricadi VV                     |

 Calabria Citra (litorale tirrenico) 
| Censimenti | Denominazione                | Immagine | Epoca di costruzione | Tipologia | Condizioni e utilizzo                                         | Comune e località                       |
| ---------- | ---------------------------- | -------- | -------------------- | --------- | ------------------------------------------------------------- | --------------------------------------- |
|            | Torre di Fella               |          | XVI secolo           |           | Restaturata, ad uso alberghiero                               | Bonifati CS                             |
|            | Torre di Rienzo              |          |                      |           |                                                               | Cetraro CS                              |
|            | Torre della Principessa      |          |                      |           |                                                               | Amantea CS                              |
|            | Torre San Giovanni           |          |                      |           |                                                               | Amantea CS                              |
|            | Torre di Coreca              |          |                      |           |                                                               | Amantea CS                              |
|            | Castello di Amantea          |          |                      |           |                                                               | Amantea CS                              |
|            | Torre di Acquicella          |          |                      |           |                                                               | Amantea CS                              |
|            | Palazzo del Rivellino        |          |                      |           |                                                               | Belmonte Calabro CS                     |
|            | Castello di Belmonte Calabro |          |                      |           |                                                               | Belmonte Calabro CS                     |
|            | Torre di Bastia              |          |                      |           | demolita in epoca fascista per costruire un monumento funebre | Belmonte Calabro CS                     |
|            | Castello della Valle         |          |                      |           |                                                               | Fiumefreddo Bruzio CS                   |
|            | Torre di Guardia             |          |                      |           | Costruita con tecniche occitane è attualmente visitabile      | Guardia Piemontese CS                   |
|            | Torre di Paola               |          |                      |           |                                                               | Paola CS                                |
|            | Castello Ruffo               |          |                      |           |                                                               | San Lucido CS                           |
|            | Castello di Cirella          |          |                      |           |                                                               | Diamante CS 39°43′00.76″N 15°49′04.58″E |
|            | Torre Talao                  |          |                      |           |                                                               | Scalea CS 39°48′45.54″N 15°47′17.52″E   |

 Basilicata (litorale tirrenico) 
| Censimenti | Denominazione                                           | Immagine | Epoca di costruzione | Tipologia | Condizioni e utilizzo            | Comune e località                                               |
| ---------- | ------------------------------------------------------- | -------- | -------------------- | --------- | -------------------------------- | --------------------------------------------------------------- |
|            | Torre Caina                                             |          | III fase 1566        |           | rudere                           | Marina di Maratea Maratea PZ 39°56′36.25″N 15°44′07.7″E         |
|            | Torre di Filocaio                                       |          | III fase 1566        |           | restaurata utilizzata da privati | Porto Maratea PZ 39°59′05.94″N 15°42′40.61″E                    |
|            | Torre Santavenere                                       |          | III fase 1566        |           | restaurata utilizzata da privati | Fiumicello, Santa Venere Maratea PZ 39°59'36.66"N 15°41'57.46"E |
|            | Torre Apprezzami l'Asino già Torre Melesino o dell'Armo |          |                      |           | restaurata                       | Cersuta Maratea PZ 40° 0'25.05"N 15°40'53.57"E                  |
|            | Torre di Acquafredda                                    |          |                      |           | parzialmente distrutta           | Acquafredda Maratea PZ 40° 1'51.49"N 15°40'18.45"E              |
|            | Torre dei Crivi o di Grivi                              |          |                      |           | restaurata nel 2021              | Acquafredda Maratea PZ 40° 2'27.49"N 15°39'1.65"E               |

 Principato Citra 
| Censimenti | Denominazione                                          | Immagine | Epoca di costruzione | Tipologia | Condizioni e utilizzo                  | Comune e località                                                   |
| ---------- | ------------------------------------------------------ | -------- | -------------------- | --------- | -------------------------------------- | ------------------------------------------------------------------- |
|            | Torre Mezzanotte                                       |          |                      |           | rudere                                 | Sapri (SA) 40° 2'37.16"N 15°38'31.62"E                              |
|            | Torre di Capobianco                                    |          |                      | quadrato  | rudere                                 | Sapri (SA) 40° 3'28.26"N 15°37'38.76"E                              |
|            | Torre Petrosa                                          |          |                      |           | restaurata utilizzata da privati       | Villammare Vibonati (SA) 40° 4'25.00"N 15°35'39.11"E                |
|            | Torre di Capitello                                     |          |                      | quadrato  | utilizzata da privati                  | Capitello Ispani (SA) 40° 4'36.35"N 15°33'51.02"E                   |
|            | Castello di Policastro Bussentino                      |          |                      |           | Rudere                                 | Policastro Bussentino Santa Marina (SA) 40° 4'40.55"N 15°31'16.75"E |
|            | Torre Oliva                                            |          |                      |           | Rudere                                 | Scario San Giovanni a Piro (SA)                                     |
|            | Torre Cala Bianca                                      |          |                      |           | Rudere                                 | Marina di Camerota Camerota (SA)                                    |
|            | Torre dello zancale                                    |          |                      |           |                                        | Marina di Camerota Camerota (SA)                                    |
|            | Castello di Camerota                                   |          |                      |           |                                        | Marina di Camerota Camerota (SA) 40° 0'6.91"N 15°22'52.94"E         |
|            | Torre Fenosa (o di Capo Grosso, o di Capo delle gatte) |          |                      |           |                                        | Marina di Camerota Camerota (SA)                                    |
|            | Torre Mingardo                                         |          |                      |           |                                        | (SA)                                                                |
|            | Castello di Molpa                                      |          |                      |           |                                        | Palinuro Centola (SA)                                               |
|            | Fortino di Palinuro                                    |          |                      |           |                                        | Palinuro Centola (SA)                                               |
|            | Torre Caprioli                                         |          |                      | quadrato  | restaurata utilizzata                  | 40.063372°N, 15.278905°E Palinuro Centola (SA)                      |
|            | Torre Torruta                                          |          |                      |           |                                        | Pisciotta (SA)                                                      |
|            | Torre del Telegrafo                                    |          |                      | quadrato  | diroccata, in rovina                   | Ascea (SA)                                                          |
|            | Torre di Velia                                         |          |                      | cerchio   | integra                                | Velia Ascea (SA) 40°09′37″N 15°09′14″E                              |
|            | Torre di Pioppi                                        |          |                      | quadrato  | conservata                             | 40.173978°N, 15.095734°E Pioppi Pollica (SA)                        |
|            | Torre la Punta o Torre Cannitiello                     |          |                      |           | rudere                                 | 40.164600°N, 15.066331°E Punta Cannitiello Pollica (SA)             |
|            | Torre Caleo                                            |          | III fase 1563 - 1594 | quadrato  | rudere                                 | Punta Caleo Pollica (SA) 40°10′14″N 15°02′26″E                      |
|            | Torre di Acciaroli                                     |          | III fase 1563 - 1594 | quadrato  | ricostruita anni '80 civile abitazione | Acciaroli Pollica (SA) 40°10′43″N 15°01′28″E                        |
|            | Torre di Mezzatorre                                    |          | III fase 1563 - 1594 | quadrato  | conservata civile abitazione           | località Mezzatorre San Mauro Cilento (SA) 40°12′00″N 15°00′49″E    |
|            | Torre di Ogliastro o Torre dell'Arena                  |          | III fase 1563 - 1594 | quadrato  | restaurata                             | località Ogliastro Marina Castellabate (SA) 40°13′55″N 14°57′24″E   |
|            | Torre Licosa                                           |          |                      |           | rudere                                 | Licosa Castellabate (SA)                                            |
|            | Torre di Capo Licosa                                   |          |                      |           |                                        | Licosa Castellabate (SA)                                            |
|            | Torre San Francesco                                    |          |                      | quadrato  | restaurata                             | Agropoli (SA)                                                       |
|            | Torre di Paestum                                       |          |                      | cerchio   | Conservata                             | Torre/Licinella Capaccio (SA)                                       |
|            | Torre di Kernot                                        |          |                      | cerchio   | Conservata                             | Gromola/Foce Sele Capaccio (SA)                                     |
|            | Torre Tusciano                                         |          |                      | cerchio   | Conservata                             | foce del fiume Tusciano Battipaglia (SA)                            |
|            | Torre Picentina                                        |          |                      | cerchio   | Rudere                                 | foce del fiume Picentino Salerno                                    |
|            | Torre Angellara                                        |          |                      | quadrato  | Conservata                             | Salerno                                                             |
|            | Forte La Carnale (o Torrione)                          |          |                      |           | utilizzata                             | foce del fiume Irno Salerno                                         |
|            | Castello Terracena                                     |          | 1076-1086            |           | distrutto                              | Salerno [?]                                                         |
|            | Torre Crestarella                                      |          |                      |           |                                        | Vietri sul Mare (SA)                                                |
|            | Torre di Marina di Albori                              |          |                      |           |                                        | Vietri sul Mare (SA)                                                |
|            | Torre di Bassano                                       |          |                      |           |                                        | Cala di Fuenti Vietri sul Mare (SA)                                 |
|            | Torre di Cetara                                        |          |                      |           |                                        | Cetara (SA)                                                         |
|            | Torre di Marina di Erchie                              |          |                      | quadrato  |                                        | Erchie Maiori(SA)                                                   |
|            | Torre di Badia                                         |          |                      |           |                                        | Maiori (SA)                                                         |
|            | Torre Salicerchio o Torre Normanna                     |          |                      |           |                                        | Maiori (SA)                                                         |
|            | Torre di Mezzacapo                                     |          |                      |           |                                        | (SA)                                                                |
|            | Torre Paradiso                                         |          |                      |           |                                        | Minori (SA)                                                         |
| 1533       | Torre dello Scarpariello                               |          |                      |           | Conservata, Restaurata, Utilizzata     | Ravello (SA)                                                        |
|            | Torre di Atrani                                        |          |                      |           |                                        | Atrani (SA) [?]                                                     |
|            | Torre di Amalfi                                        |          |                      |           |                                        | Amalfi (SA)                                                         |
|            | Torre dello Zito (o Zirro)                             |          |                      |           |                                        | Amalfi (SA)                                                         |
|            | Torre di Conca (o Bianca)                              |          |                      | quadrato  |                                        | Conca dei Marini (SA)                                               |
|            | Torre a Mare                                           |          |                      |           |                                        | Praiano (SA)                                                        |
|            | Torre di Vettica Maggiore                              |          |                      |           |                                        | Praiano (SA)                                                        |
|            | Torre di Positano                                      |          |                      |           |                                        | Positano (SA)                                                       |

 Terra di Lavoro 
| Censimenti | Denominazione                                         | Immagine | Epoca di costruzione | Tipologia | Condizioni e utilizzo            | Comune e località                         |
| ---------- | ----------------------------------------------------- | -------- | -------------------- | --------- | -------------------------------- | ----------------------------------------- |
|            | Torre Minerva (o Campanella)                          |          |                      |           |                                  | Punta Campanella Massa Lubrense NA        |
|            | Torre Fossa della Pàpara (o Fossa Papa, o di Namonte) |          |                      |           |                                  | Termini Massa Lubrense NA                 |
|            | Torre Collina della Terra                             |          |                      |           |                                  | Massa Lubrense NA                         |
|            | Torre Punta San Lorenzo                               |          |                      |           |                                  | Massa Lubrense NA                         |
|            | Torre di Capo Corbo                                   |          |                      |           |                                  | Marina della Lobra Massa Lubrense NA      |
|            | Torre di Capo di Massa                                |          |                      |           |                                  | Marina di Puolo Massa Lubrense NA         |
|            | Torre di Crapolla                                     |          |                      |           |                                  | Massa Lubrense NA                         |
|            | Torre Recommone (o Recumone)                          |          |                      |           |                                  | Massa Lubrense NA                         |
|            | Torre del Cantone                                     |          |                      |           |                                  | Marina del Cantone Massa Lubrense NA      |
|            | Torre di Montalto                                     |          |                      |           |                                  | Massa Lubrense NA                         |
|            | Torre di Sant'Elia di Ceremegna                       |          |                      |           |                                  | Sorrento NA                               |
|            | Torre di San Fortunato                                |          |                      |           |                                  | Sorrento NA                               |
|            | Torre del Gallo                                       |          |                      |           |                                  | Sorrento NA                               |
|            | Castello Acciapica                                    |          |                      |           |                                  | Sorrento NA                               |
|            | Torre a Guardiola di Punta Scutolo                    |          |                      |           |                                  | Seiano Vico Equense NA                    |
|            | Torre di Marina di Equa                               |          |                      |           |                                  | Marina di Equa Vico Equense NA            |
|            | Castello di Vico Equense                              |          |                      |           |                                  | Vico Equense NA                           |
|            | Castello medievale                                    |          |                      |           |                                  | Castellammare di Stabia NA                |
|            | Fortino Oncino                                        |          |                      |           |                                  | Torre Annunziata NA                       |
|            | Torre Scassata                                        |          |                      |           |                                  | Torre Annunziata NA                       |
|            | Torre Bassano                                         |          |                      |           |                                  | tra Torre del Greco e Torre Annunziata NA |
|            | Turris Octava                                         |          |                      |           |                                  | Torre del Greco NA                        |
|            | Castello di Torre del Greco                           |          |                      |           |                                  | Torre del Greco NA                        |
|            | Fortino di Calastro                                   |          |                      |           |                                  | Torre del Greco NA                        |
|            | Forte del Granatello                                  |          |                      |           | [distrutto]                      | Portici NA                                |
|            | Forte di Vigliena                                     |          |                      |           |                                  | San Giovanni a Teduccio NA                |
|            | Castello del Carmine (o Sperone)                      |          |                      |           | [distrutto]                      | Napoli                                    |
|            | Castel Nuovo                                          |          |                      |           |                                  | Napoli                                    |
|            | Torre di Santa Maria del Parto                        |          |                      |           |                                  | Santa Maria del Parto Napoli              |
|            | Torre di Santa Maria del Faro                         |          |                      |           |                                  | Santa Maria del Faro Marechiaro Napoli    |
|            | Torre (in via del Castello)                           |          |                      |           |                                  | Pozzuoli NA                               |
|            | Torre di Santa Chiara                                 |          |                      |           |                                  | Pozzuoli NA                               |
|            | Torre di don Pedro de Toledo                          |          |                      |           |                                  | Pozzuoli NA                               |
|            | Castello Aragonese                                    |          |                      |           |                                  | Bacoli NA                                 |
|            | Torre Bassa                                           |          |                      |           |                                  | Capo Miseno Bacoli NA                     |
|            | Torre della Gaveta                                    |          |                      |           | [distrutta]                      | Torregaveta Monte di Procida NA           |
|            | Torre Bizantina                                       |          |                      |           | ristrutturata                    | Cuma Pozzuoli NA                          |
|            | Torre Sanseverino                                     |          |                      | quadrato  | conservata, in parte danneggiata | Licola Giugliano in Campania NA           |
|            | Torre di Patria                                       |          |                      | quadrato  | conservata                       | Lago Patria Giugliano in Campania NA      |
|            | Torre di Pineta Grande                                |          |                      |           |                                  | Castel Volturno CE                        |
|            | Castello di Castel Volturno                           |          |                      |           |                                  | Castel Volturno CE                        |
|            | Torre di Pescopagano                                  |          |                      |           |                                  | Mondragone CE                             |
|            | Torre San Limato                                      |          |                      |           |                                  | Mondragone CE                             |
|            | Torre di Baia Domizia                                 |          |                      |           |                                  | Sessa Aurunca CE                          |
|            | Torre di Capodiferro                                  |          |                      |           | [distrutta]                      | alla foce del Garigliano                  |
|            | Castello di Scauri                                    |          |                      |           |                                  | Minturno LT                               |
|            | Torre Gianola                                         |          |                      |           |                                  | Formia LT                                 |
|            | Castello di Mola                                      |          |                      |           |                                  | Formia LT                                 |
|            | Castello di Formia (o Castellone)                     |          |                      |           |                                  | Formia LT                                 |
|            | Castello di Gaeta                                     |          |                      |           |                                  | Gaeta LT                                  |
|            | Torre Viola                                           |          |                      |           |                                  | Gaeta LT                                  |
|            | Torre Sant'Agostino                                   |          |                      |           |                                  | Gaeta LT                                  |

= Arcipelago del Golfo di Napoli =
| Censimenti | Denominazione                                        | Immagine | Epoca di costruzione | Tipologia | Condizioni e utilizzo | Comune e località                                        |
| ---------- | ---------------------------------------------------- | -------- | -------------------- | --------- | --------------------- | -------------------------------------------------------- |
|            | Torre della Rotonda                                  |          |                      |           |                       | contrada Pozzovecchio Procida NA                         |
|            | Torre di Casa Cumana                                 |          | XV-XVI Sec.          | quadrato  | [abitazione privata]  | contrada Perrone Casamicciola Terme NA                   |
|            | Torre degli Infernali                                |          |                      |           | [resti]               | contrada Ponte Vecchio sopra Ciraccio Procida NA         |
|            | Torre Fasano                                         |          |                      |           | [resti]               | in via Giovanni da Procida Procida NA                    |
|            | Torre di Tabaia                                      |          |                      |           | [ruderi]              | contrada Vigna a punta della Lingua Procida NA           |
|            | Torre della Catena                                   |          |                      |           | [resti]               | presso Palazzo Catena sopra Marina Grande Procida NA     |
|            | Castello Aragonese di Ischia                         |          | XV sec.              |           |                       | Ischia NA Isola d'Ischia NA                              |
|            | Torre di Guevara (o di Michelangelo, o di Sant'Anna) |          |                      |           |                       | Cartaromana Ischia NA Isola d'Ischia NA                  |
|            | Torre a Monte San Vico                               |          |                      |           |                       | Lacco Ameno NA Isola d'Ischia                            |
|            | Torre di San Vito                                    |          |                      |           |                       | Forio d'Ischia NA Isola d'Ischia                         |
|            | Torre di Punta Sant'Angelo                           |          |                      |           |                       | Serrara Fontana NA Isola d'Ischia                        |
|            | Torre a Testaccio                                    |          |                      |           |                       | Barano d'Ischia NA Isola d'Ischia                        |
|            | Torre di Sopra                                       |          |                      |           |                       | Campagnano Ischia NA Isola d'Ischia                      |
|            | Torrione di Campagnano                               |          |                      |           |                       | Campagnano Ischia NA Isola d'Ischia                      |
|            | Castello di Nisida                                   |          |                      |           |                       | Nisida Napoli                                            |
|            | Castel dell'Ovo                                      |          | I sec. a.C.          |           |                       | Napoli                                                   |
|            | Torre di Rovigliano                                  |          |                      |           |                       | sullo Scoglio di Rovigliano alla foce del fiume Sarno NA |
|            | Castiglione                                          |          |                      |           |                       | Capri NA Isola di Capri                                  |
|            | Torre della Certosa                                  |          |                      |           | [crollata]            | Capri NA Isola di Capri                                  |
|            | Torre Saracena                                       |          |                      |           |                       | tra Marina Piccola e via Krupp Capri NA Isola di Capri   |
|            | Castello Barbarossa                                  |          | IX-X sec.            |           |                       | Anacapri NA Isola di Capri                               |
|            | Torre Damecuta                                       |          |                      |           |                       | Anacapri NA Isola di Capri                               |
|            | Torre Materita                                       |          |                      |           |                       | Anacapri NA Isola di Capri                               |
|            | Torre della Guardia                                  |          |                      |           |                       | Anacapri NA Isola di Capri                               |